# Halálhajó (regény)
A halálhajó (Das Totenschiff) B. Traven első regénye. 1926-ban folytatásokban jelentette  meg egy német újság. Könyv formában világszerte gyors ütemben népszerűvé vált. Filmek is készültek belőle.
A regény egy tengerész kalandos és tragikusan végződő története. A tengerész egy kikötőben  partra száll, egy utcalánynál elalszik, aki kifosztja őt, így iratai nélkül lemarad a hajójáról. A hivatalos papírok nélkül egyetlen ország sem fogadja be, egy rozoga csempészhajón tud csak elutazni. A hajó a nyílt tengeren szétesik. Egymás után mindkét utasát elnyeli a tenger.

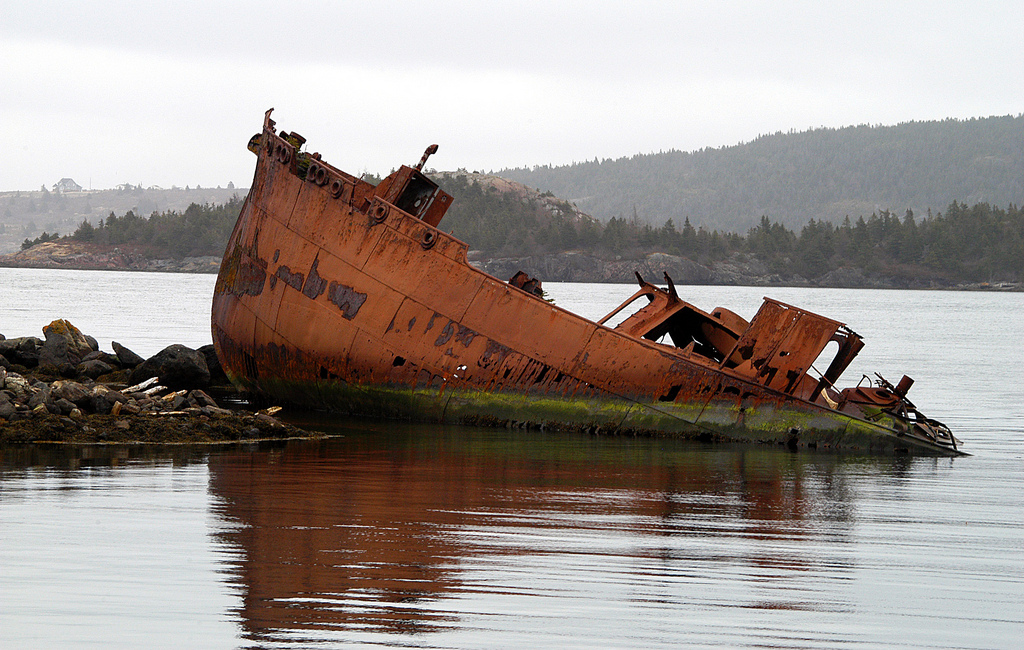

Kitűnően megírt könyv, élő élet, dokumentum is; emberileg, társadalmilag, művészileg mintha létjogosult is lenne...
...míg a legfőbb kapitány fel nem fogadja a hosszú, nagy útra, ahová nem kell semmiféle igazolvány...

## Magyarul
- A halálhajó. Egy amerikai tengerész története; ford. Dormándi László; Pantheon, Bp., 192? (A regény mesterei)
- A halálhajó. Egy amerikai tengerész története; ford. Dormándi László; Magyar Könyvbarátok Kultúregyesülete, Bp., 1948
- A halálhajó. Egy amerikai tengerész története. Regény; ford. Dormándi László, utószó Czibor János; Európa, Bp., 1962 (Kincses könyvek. Szépirodalmi sorozat)

## Filmek
- Halálhajó (film, 1947) 1947-es film, rendezte: Karl Peter Biltz
- Halálhajó (film, 1948) 1948-as film, rendezte: Carl Nagel
- Halálhajó (film, 1956) 1956-os film, rendezte: Gustav Burmester
- Halálhajó (film, 1959) (The Death Ship) 1956-os film, rendezte: Georg Tressler, fsz.: Horst Buchholz